# Bessarabiska marknaden
Bessarabiska maknaden (ukrainska: Бесарабський ринок, Besarabs'kyi rynok), även kallad Besarabka (ukrainska: Бесарабка), är en inomhusmarknad som ligger i centrum av Kiev på Bessarabiska Torget vid den sydvästra änden av stadens huvudgata, Chresjtjatyk. Marknaden byggdes 1910-1912 och är ritat av den polska arkitekten Henryk Julian Gay.
Namnet härstammar från "Bessarabien", en region som erövrades av det ryska imperiet under rysk-turkiska kriget och nu delvis ligger i sydvästra Ukraina i Odesa oblast.